# The Hate U Give (Film)
The Hate U Give ist ein Filmdrama von George Tillman, Jr., das am 7. September 2018 beim Toronto International Film Festival seine Weltpremiere feierte und am 5. Oktober 2018 in die US-Kinos kam. Der Kinostart in Deutschland erfolgte am 28. Februar 2019. Der Film basiert auf dem gleichnamigen Roman von Angie Thomas.

## Handlung
Die 16-jährige Starr Carter lebt gemeinsam mit ihrer Familie in der einkommensschwachen Umgebung von Garden Heights. Als sie ein Kind war, hat ihr Vater Maverick ihr, ihrem Halbbruder Seven und auch dem kleinen Sekani das Zehn-Punkte-Programm der Black Panther eingebläut, das auch beinhaltet, wie sie sich verhalten müssen, sollten sie irgendwann in eine Polizeikontrolle geraten. Maverick war im Gefängnis und dessen Vater auch. Das soll seinen Kindern erspart bleiben. Der Name seines jüngsten Sohnes bedeutet Freude; Starrs Halbbruder erhielt den Namen Seven, was für Perfektion steht, und sie selbst erhielt von ihrem Vater den Namen Starr, weil sie Mavericks Licht in der Dunkelheit war. Die Familien von Starrs Eltern hätten nicht gedacht, dass er ein Leben mit Starrs Mutter Lisa auf die Reihe bekommt. Sie konnten sich jedoch aus dem Teufelskreis lösen, in den die Afroamerikaner dieser Neighborhood immer wieder hineingeraten. Einst war er die rechte Hand von King, dem Anführer der King Lords, doch nun betreibt Maverick in Garden Heights den Carters Grocery. Lisa arbeitet in einem Krankenhaus, und mit dem verdienten Geld können sie ihre Kinder auf die Williamson schicken, eine Privatschule, die vor allem von privilegierten Weißen besucht wird. Starr ist zwischen diesen beiden Welten hin- und hergerissen und legt an der Schule einen Schalter um, um ihren Ghetto-Hintergrund zu verbergen. Auch ihr weißer Freund Chris kennt ihren Hintergrund nicht. Sie findet seine Musik gut und mag, dass er sie zum Lachen bringt.
Auf einer Party hängt Starr mit Kenya herum, der Tochter von King und Halbschwester ihres Halbbruders Seven und damit irgendwie auch ein Teil der Familie. Hier trifft sie auch Khalil wieder, den sie seit ihrer frühesten Kindheit kennt. Als auf der Party Schüsse fallen, fliehen alle Gäste. Khalil will Starr nach Hause fahren. Bei einer Polizeikontrolle muss sie miterleben, wie er von einem Polizisten erschossen wird. Der Officer glaubte, eine Waffe in Khalils Hand zu sehen, doch der hatte nur nach seiner Haarbürste gegriffen. Auf der Polizeiwache wird sie von ihrem Onkel Carlos aus einer Befragung zu den Umständen befreit, als er bemerkt, dass diese sich zu einem Verhör entwickelt, in dem es nur um die kriminelle Vergangenheit von Khalil geht und um die Bedrohung, die von diesem bei der Polizeikontrolle ausgegangen sein könnte. Carlos ist selbst Polizist. Auf einer Trauerfeier für Khalil im privaten Kreis bereitet er Starr darauf vor, was als Nächstes geschehen wird. Bevor offiziell Klage gegen den Officer erhoben wird, muss sie vor einer Grand Jury aussagen. Nicht nur Starr hat Angst davor, auch ihre Mutter Lisa befürchtet, dass ihre Tochter hierdurch zu einer Zielscheibe werden könnte.
Bei dem Gottesdienst für den verstorbenen Khalil spricht April Ofrah, eine Anwältin der Bewegung „Just Us for Justice“. Als sie der Trauergemeinde erklärt, der für seinen Tod verantwortliche Officer Brian Macintosh Jr. solle nicht verfolgt werden, kommt es erst zu einer Protestaktion vor der Kirche und dann zu gewalttätigen Tumulten in Garden Heights. April Ofrah sucht das direkte Gespräch mit der Familie Carter. Lisa will ihre Tochter durch eine Aussage vor der Grand Jury nicht unnötig in Gefahr bringen, und auch Starr ist zögerlich. Dann jedoch erkennt sie, dass sie für Khalil sprechen muss, denn ihr Vater hat ihnen auch beigebracht, dass sie in manchen Momenten nicht einfach schweigen dürfen. In einem Fernsehinterview erzählt sie von Khalil, von ihrer gemeinsamen Kindheit und davon, wie er den Weg zu den King Lords gefunden hat. Auch ihr Freund Chris hat sie im Fernsehen erkannt. Ihren Abschlussball lassen beide sausen, denn viel lieber möchte Chris endlich ihre Familie kennenlernen. Maverick ist allerdings von dessen Hautfarbe nicht angetan.
Erst erfährt die Familie durch die King Lords Drohungen, dass Starr den Mund halten soll, dann muss sie erfahren, dass der Officer trotz ihrer Aussage vor der Grand Jury für seine Taten nicht zur Rechenschaft gezogen wird. Gemeinsam mit ihrem Bruder Seven reiht sich Starr in einen Protestzug ein, der sich in Richtung Rathaus bewegt und dort auf ein Großaufgebot der Polizei stößt. Dort greift Starr zu einem Megafon, das sie von April bekommt, gibt sich als die Zeugin im Fall Khalil Harris zu erkennen und beschwört die Menge, sie seien alle Zeugen dieser Ungerechtigkeit. Dennoch wird die Versammlung gewaltsam aufgelöst. Starr wirft eine der Tränengasbomben zurück zur Polizei, muss jedoch gemeinsam mit Seven in das Geschäft ihres Vaters fliehen. King lässt einen Helfer das Geschäft anzünden. Die vom Feuer Eingeschlossenen drohen zu verbrennen, in letzter Sekunde rettet der Vater sie. Er will King zur Rechenschaft ziehen. Daraufhin kommt es beinahe zu einer Schießerei. In einem Moment der Unaufmerksamkeit nimmt Sekani die Waffe seines Vaters und richtet sie auf King. Zwei Polizisten kommen hinzu, die ebenfalls ihre Waffen ziehen. Starr sieht, wie gefährlich Hass ist, der an die nächste Generation weitergegeben wird. Sie stellt sich vor Sekani, und alle Waffen senken sich.

## Literarische Vorlage
Der Film basiert auf dem gleichnamigen Roman von Angie Thomas, der 2018 mit dem Waterstone’s Children’s Book Prize sowie mit dem Preis der Jugendjury beim Deutschen Jugendliteraturpreis ausgezeichnet wurde. Der Roman schaffte es auf Anhieb auf Platz 1 der Bestsellerliste der New York Times und war 2017 in den USA der meistverkaufte YA-Roman. Die Autorin stammt aus Jackson, Mississippi und war 29 Jahre alt, als sie ihren ersten Roman veröffentlichte, der autobiografische Merkmale aufweist. Wie ihre Protagonistin wuchs sie in einem armen, vor allem von Schwarzen bewohnten Viertel am Stadtrand auf und besuchte eine Privatschule mit vor allem weißen Kindern. Wie Starr ist sie mit dem Code-Switching vertraut, je nachdem in welcher Umgebung sie sich befindet.
Der Buchtitel The Hate U Give geht auf ein Zitat von Tupac Shakur zurück und bezieht sich auf den Hass, den das System liefert, das viele als gegen sie selbst gerichtet empfinden. Es handelt sich bei THUG LIFE um ein Akronym für The Hate U Give Little Infants Fucks Everybody, das sich damit insbesondere auf die Generation Z, die Nachfolge-Generation der Generation Y deren Mitglieder von etwa 1995 bis 2010 zur Welt kamen, und die nachfolgenden Generationen bezog, in der der Hass innerhalb der Gesellschaft genährt wird. Der Rapper, der 1994 mit Thug Life: Volume 1 auch ein Album veröffentlichte, das sich auf dieses Akronym bezieht, ist Angie Thomas’ Idol, die als Teenager selbst rappte: „Hiphop war mein Spiegel.“ Das Rappen sei eine Möglichkeit gewesen, sich auszudrücken und von der Angst, der Frustration und der Wut zu erzählen, die sie ihr Leben lang gehabt habe, so Thomas. Später entdeckte sie das Schreiben für sich, um sich auszudrücken.
Letztlich erkennt Starr in ihrem Bruder Sekani eines dieser „Little Infants“ aus Tupacs Leitmotiv „Thug Life“, der eine Waffe auf den Drogendealer King richtet. Schützend stellt sie sich vor ihn und erklärt den Polizisten, die Gewaltspirale müsse endlich ein Ende haben. Auf diese Philosophie hatte sie bereits ihr Vater Maverick, als sie klein war, eingeschworen, als er seinen Kindern das Ten-Point Program nahelegte, das Zehn-Punkte-Programm der Black Panther Party, das Ideen aus der Verfassung und der Unabhängigkeitserklärung der USA enthält. Die darin zu findenden Aussagen waren für die Mitglieder der Black Panther Party aufgestellt worden, um in den USA frei leben und überleben zu können.

## Produktion

### Stab, Besetzung und Dreharbeiten

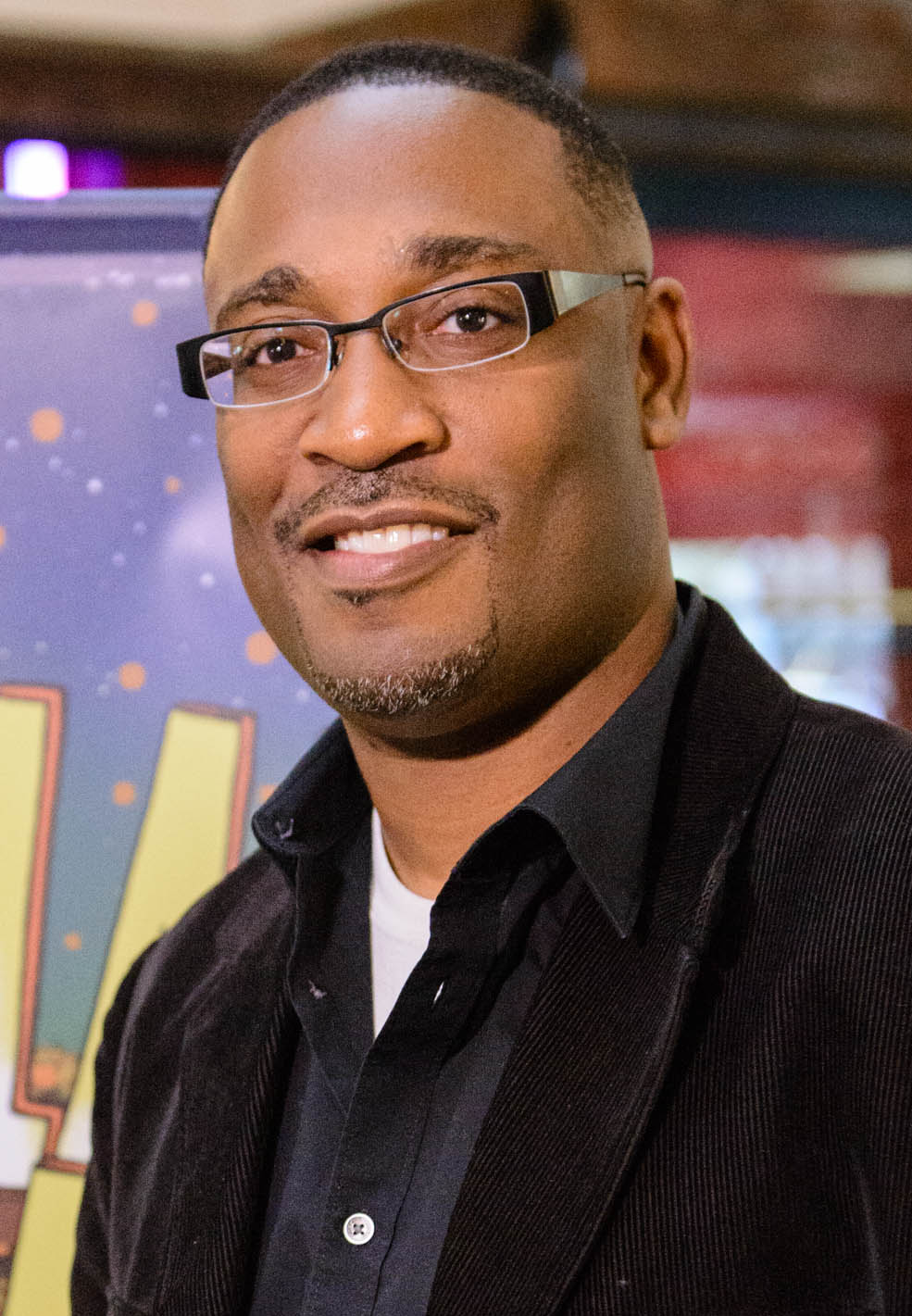
Regie führte George Tillman, Jr.

Der Roman wurde von Audrey Wells für den Film adaptiert. Wells starb am 4. Oktober 2018, einen Tag vor dem Start des Films in ausgewählten US-Kinos. Anders als in dem Roman verlässt Starrs Familie am Ende nicht ihre gefährliche Neighborhood. Regie führte George Tillman, Jr. Er hatte das Buch bereits vor seiner eigentlichen Veröffentlichung lesen können. Dabei hatte er nach eigenen Aussagen das Gefühl, dieses sei für Erwachsene gedacht, auch wenn es darin eine junge Protagonistin gab, was er als Perspektive in seinem Film verwendete.
Die Hauptrolle von Starr Carter übernahm die Schauspielerin Amandla Stenberg. Russell Hornsby spielt ihren Vater Maverick, Regina Hall ihre Mutter Lisa. Die Rolle ihres jüngsten Bruders Sekani wurde mit TJ Wright besetzt, die ihres älteren Halbbruders Seven mit Lamar Johnson. K. J. Apa spielt Starrs weißen Freund Chris. Die Rolle ihres Onkels Carlos, der Polizist ist, wurde mit dem Rapper, Schauspieler und Oscarpreisträger Common besetzt. Der erschossene Khalil, Starrs bester Freund aus Kindertagen, wird von Algee Smith gespielt.
Die Dreharbeiten wurden am 12. September 2017 in Atlanta begonnen. Als Kameramann fungierte Mihai Mălaimare Junior.

### Filmmusik und Veröffentlichung
Die Filmmusik wurde von Dustin O’Halloran komponiert. Der Soundtrack zum Film, der insgesamt 14 Musikstücke enthält, wurde am 12. Oktober 2018 von Def Jam Recordings veröffentlicht. Darunter befinden sich auch Stücke von Kendrick Lamar, Pusha T, 2Pac, Travis Scott, Bobby Sessions, Jadakiss und Logic und der Song We Won’t Move von Arlissa, der bereits vorab veröffentlicht wurde.
Der Film feierte am 7. September 2018 beim Toronto International Film Festival seine Weltpremiere, wurde ab 12. Oktober 2018 beim San Diego International Film Festival vorgestellt, kam am 5. Oktober 2018 in ausgewählte US-Kinos und startete am 19. Oktober 2018 dort landesweit. Seine Europapremiere erfolgte am 20. Oktober 2018 im Rahmen des London Film Festivals. Ein Kinostart in Deutschland erfolgte am 28. Februar 2019. Nach den Ausschreitungen in Chemnitz 2018 wurde ein #WirSindMehr-Screening von Moderator und Filmkritiker Dominik Porschen in die Wege geleitet, für das der Verleih 20th Century Fox den Film The Hate U Give aufgrund der thematischen Relevanz vorschlug und dieser so bereits am 20. September 2018 seine Vorpremiere in Deutschland im Filmpalast Köln feierte.

## Rezeption

### Altersfreigabe und Thematik
In den USA wurde der Film von der MPAA als PG-13 eingestuft. In Deutschland wurde er von der FSK ab 12 Jahren freigegeben. In der Freigabebegründung heißt es: „Der Film behandelt Themen wie Rassismus, Vorurteile und rassistisch motivierter Polizeigewalt auf eindringliche, aber jugendgerechte Weise.“ Weiter heißt es, Gewalt werde nicht reißerisch ins Bild gerückt, und einige Situationen und Konflikte seien emotional sehr intensiv, bewegten sich aber in einem Rahmen, der Kinder ab 12 Jahren nicht überfordert.
Die Filmkritikerin Antje Wessels bemerkt hierzu, The Hate U Give verhandele ein ebenso dringliches wie komplexes Thema ganz auf der Augenhöhe seines jugendlichen Zielpublikums, das der Film zu jeder Zeit ernst nehme. George Tillman Jr. habe einen gerade für die jüngere Zielgruppe sehr zugänglichen Film über ein komplexes Thema geschaffen und scheue dabei auch eine gewisse Drastik nicht. Der Film besitze keinen typisch-spröden Drama-Look, sondern wirke mit seinen hellen Farben und weichen Konturen optisch zunächst fast schon wie eine Coming-of-Age-Tragikomödie der Marke Love, Simon so Wessels weiter.
Christian Fahrenbach von der dpa erklärt, was für deutsche Zuschauer übermäßig dramatisiert klinge, sei in den USA Alltag, und das Thema sei dringlich und traurig relevant: „229 Schwarze wurden 2018 laut Zahlen der Washington Post von Polizisten im Dienst getötet, davon war rund ein Drittel jünger als 29 Jahre und nur 123 hatten eine Waffe bei sich. Jeder dritte schwarze Mann in den USA landet im Laufe seines Lebens im Gefängnis.“
Die Protagonistin Starr Carter ist im Film gerade einmal neun Jahre alt, als ihr Vater sie zum vielleicht wichtigsten Gespräch ihres Lebens zitiert. In diesem gehe es nicht etwa um Blümchen und Bienchen, sondern darum, nicht zu sterben, bemerkt Bettina Dunkel: „Bis ins kleinste Detail erklärt der Vater, wie sich Starr zu verhalten hat, wenn sie in eine Polizeikontrolle gerät: keine abrupten Bewegungen machen, Befehle befolgen, Hände flach und für die Beamten deutlich sichtbar ausstrecken. Starr soll sich das alles gut einprägen – ebenso wie das Zehn-Punkte-Programm der Black Panther, das sie und ihr zehnjähriger Halbbruder direkt im Anschluss in die Hände gedrückt bekommen.“ Der Vater nennt dies die Bill of Rights der Schwarzen, und seine Kinder sollen ihre Rechte und ihren Wert kennen. Wie wichtig das Gespräch war, zeige sich ein paar Jahre später, als die mittlerweile 16-jährige Starr gemeinsam mit ihrem Bekannten von einem Streifenwagen angehalten wird und weiß, was sie zu tun hat, so Dunkel.

### Filmgenre und Vergleich mit anderen Filmen
Christian Fahrenbach meint, das Jugenddrama sprenge die Konventionen des Genres. Es sei gelungener und dringender als viele auf Erwachsene zielende Filme, und obwohl kurz vor Schluss etwas Optimismus aufkommt, tue das unbequeme Drama niemals so, als ließen sich Sprachlosigkeit, antrainierte Aggression und tief verwurzelter Rassismus leicht überwinden.
Bettina Dunkel von BR24 Kultur erklärt, trotz der Fülle von Konflikten drifte The Hate U Give nur selten ins Melodramatische ab, viel öfter schnüre das Coming-of-Age-Drama dem Betrachter die Kehle zu: „Denn die Ungerechtigkeit und die Hilflosigkeit, die den Alltag von Starr bestimmen und weit über das traumatische Erlebnis mit Khalil hinausreichen, werden schmerzhaft nachvollziehbar auf die Leinwand gebracht.“ Wer sich überlegt hatte, den Oscar-Gewinner Green Book im Kino anzuschauen, solle sich auch gleich ein Ticket für The Hate U Give besorgen, in dem mit dem Bestehen als Schwarzer in einer von Weißen dominierten Gesellschaft im Kern ein ähnliches Thema behandelt werde, so Dunkel weiter. Im Gegensatz zu Green Book sei The Hate U Give jedoch kein historisches Feelgood-Movie, sondern ein ausbalanciertes soziales Statement mit aktuellem Kontext, das in ein kraftvolles Plädoyer für mehr Zivilcourage münde.
Auch Kai Mihm von epd Film betont, der Film erzähle keine versöhnliche Freundschaftsgeschichte wie Green Book, sondern sei ein zorniger, drängender, wenig versöhnlicher Aufruf zum Handeln, fest im Hier und Jetzt verankert. Tillman Jr. zeichne hierbei mit zorniger Kraft und großem Feingefühl ein Gesellschaftspanorama mit Cops, Drogengangs und Eliteschülern, die alle auf ihre Weise in Tupacs Sinne zum verheerenden Status quo beitragen.

### Kritiken und Einspielergebnis
Der Film stieß bislang auf die Zustimmung von 97 Prozent aller Kritiker bei Rotten Tomatoes und erreichte hierbei eine durchschnittliche Bewertung von 8,1 der möglichen 10 Punkte.
Martin Schwickert vom Tagesspiegel erklärt, George Tillman, Jr. entwerfe ein packendes Coming-of-Age-Drama, das seine Heldin in einen forcierten Selbstfindungsprozess hineintreibt und die rassistischen Grenzziehungen innerhalb der US-Gesellschaft präzise aufzeigt.
Jacob Trussell von Filmschoolrejects denkt, der Film erinnere kraftvoll daran, warum schwarze Leben zählen. Es spiele keine Rolle, ob Khalil auf der Party getrunken habe oder er zu einer Waffe habe greifen wollen. Was eigentlich zähle sei, dass er in diesem Moment von einem Mann mit Dienstmarke erschossen wurde. Alles, was man von „Unschuld“ höre, „bis die Schuld bewiesen ist“, werde in dem Film in Frage gestellt, so Trussell. Der Film werfe die Frage auf, warum PoC (People of Color) so oft schuldig erscheinen, bis sie sich als unschuldig erwiesen haben. Wenn dem Film etwas vorzuwerfen sei, dann dass er ein wenig zu deutlich pädagogisch ausgerichtet ist und erst gar nicht versuche seine Botschaft zu verstecken, wodurch er sich manchmal wie ein BuzzFeed-Video anfühle, so Trussell. Dennoch sei The Hate U Give ein kraftvoller und unterhaltsamer Film, der hoffentlich in den Klassenzimmern der High Schools überall in den Vereinigten Staaten gezeigt wird, so Trussell.
In den USA vergaben die Zuschauer für den Film nach seinem Start den CinemaScore „A+“, was einer „1+“ entspricht. An seinem Eröffnungswochenende spielte der Film in 36 nordamerikanischen Kinos rund 500.000 US-Dollar ein. Insgesamt belaufen sich die Einnahmen aus Kinovorführungen weltweit auf 34,9 Millionen US-Dollar. Angesichts der Produktionskosten von 23 Millionen US-Dollar und des Marketing-Budgets von ungefähr 30 Millionen US-Dollar war der Film für die 20th Century Fox ein finanzieller Misserfolg.

### Einsatz im Schulunterricht
Philipp Bühler von Vision Kino sieht einen möglichen Einsatz des Films in den Unterrichtsfächern Englisch, Deutsch, Sozialkunde, Politik und Ethik. Zudem bietet das Film- und Medienbildungsprojekt Materialien zum Film zur Vor- und Nachbereitung in der Schule. Im Politikunterricht könnten andere bekannte Fälle von oftmals nicht geahndeter Polizeigewalt gegen Afroamerikaner vorgestellt werden. Auch diskutiert werden könne die vorgeblich „farbenblinde“ Toleranz an Starrs Schule. Das von ihr praktizierte „Code-switching“ zwischen den verschiedenen Umgebungen dürfte den Jugendlichen, in zumindest ähnlichen Formen, auch aus dem eigenen Alltag bekannt sein, und im Film spiegele sich darin der schwierige Umgang mit rassistischen Stereotypen, so Bühler. Im Januar und Februar 2020 wurde der Film im Rahmen der SchulKinoWochen in Nordrhein-Westfalen vorgestellt.
Von der Deutschen Film- und Medienbewertung wurde The Hate U Give mit dem Prädikat Besonders wertvoll versehen. In der Begründung heißt es: „Das tiefgründige Drehbuch verleiht jeder der zahlreichen Figuren Tiefe und Brüche und macht so deren Erleben und Handeln schlüssig und nachvollziehbar. In diesem Film ist kaum jemand wirklich böse oder nur gut, sondern zeichnet sich vielmehr durch ein vielschichtiges Innenleben aus, das den Personen eine große Glaubwürdigkeit und Authentizität verleiht.“ Dass Angie Thomas und mit ihr der Film nicht einen der großen und bekannten Fälle von Polizeigewalt als Vorbild wählte, sondern einen vermeintlich weniger spektakulären, erweise sich bei näherer Betrachtung in vielerlei Hinsicht als Glücksfall und mache diesen Film zu einem echten Erlebnis, das auf bewegende Weise Einblicke in den US-amerikanischen Alltagsrassismus ermöglicht, so weiter in der Begründung.

### Auszeichnungen (Auswahl)
Bei der anstehenden Oscarverleihung 2019 befand sich We Won’t Move aus dem Film in einer Shortlist in der Kategorie Bester Song, wurde aber letztlich nicht nominiert. Im Folgenden eine Auswahl von Auszeichnungen und Nominierungen:
Black Reel Awards 2019
- Nominierung als Beste Schauspielerin (Amandla Stenberg)
- Nominierung als Beste Nebendarsteller (Russell Hornsby)
- Nominierung für die Beste Filmmusik
- Nominierung als Bester Song (We Won’t Move, Arlissa)[28]

Chicago International Film Festival 2018
- Auszeichnung mit dem Publikumspreis als Bester englischsprachiger Film[29]

Critics’ Choice Movie Awards 2019
- Nominierung als Bester Nachwuchsschauspieler (Amandla Stenberg)[30]

Hamptons International Film Festival 2018
- Auszeichnung mit dem Publikumspreis
- Auszeichnung als Nachwuchsschauspielerin (Amandla Stenberg)[31]

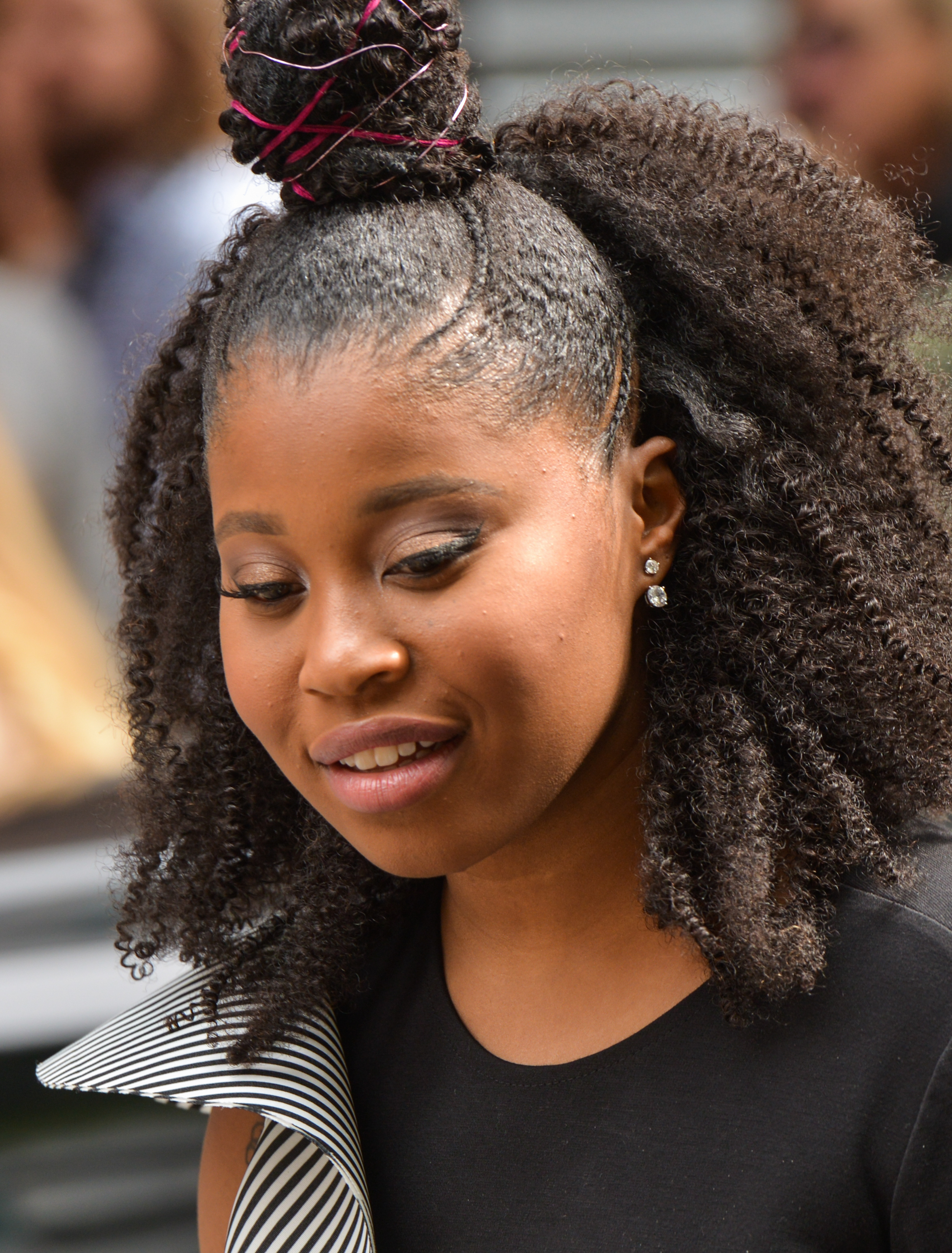
Dominique Fishback bei der Premiere des Films beim Toronto International Film Festival

Hollywood Music in Media Awards 2018
- Nominierung als Bester Filmsong (We Won’t Give, Arlissa)[32]

MTV Movie & TV Awards 2019
- Nominierung für die Beste schauspielerische Leistung (Amandla Stenberg)[33]

Philadelphia Film Critics Circle Awards 2018
- Auszeichnung für das Beste Drehbuch (Audrey Wells)[34]

San Diego International Film Festival 2018
- Auszeichnung mit dem Rising Star Award (Dominique Fishback)[35]

Savannah Film Festival 2018
- Auszeichnung mit dem Rising Star Award (Amandla Stenberg)[36]

Teen Choice Awards 2019
- Nominierung in der Kategorie Choice Drama Movie
- Nominierung in der Kategorie Choice Drama Movie Actress (Amandla Stenberg)[37]

Toronto International Film Festival 2018
- Nominierung als Bester Kanadischer Spielfilm (George Tillman Jr.)
- Nominierung für den People’s Choice Award – Gala Presentations (George Tillman Jr.)

## Synchronisation
Die deutsche Synchronisation entstand nach der Dialogregie von Axel Malzacher im Auftrag der RC Production Kunze & Wunder GmbH & Co. KG, Berlin.
| Darsteller           | Synchronsprecher     | Rolle                         |
| -------------------- | -------------------- | ----------------------------- |
| Amandla Stenberg     | Daniela Molina       | Starr Carter                  |
| Regina Hall          | Bianca Krahl         | Lisa Carter                   |
| Russell Hornsby      | Milton Welsh         | Maverick ‘Mav’ Carter         |
| Lamar Johnson        | Salvadore-Hugo Garth | Seven Carter                  |
| Issa Rae             | Anne Helm            | April Ofrah                   |
| Iyana Halley         | Yvonne Greitzke      | Bianca                        |
| Andrene Ward-Hammond | Dela Dabulamanzi     | Brenda                        |
| Common               | Dennis Schmidt-Foß   | Carlos                        |
| Myles Evans          | Fabian Kluckert      | Chance                        |
| K.J. Apa             | Max Felder           | Chris                         |
| Dominique Fishback   | Maximiliane Häcke    | Kenya                         |
| Drew Starkey         | Raúl Richter         | Brian Macintosh Jr. / Cop 115 |
| Dustin Lewis         | Florian Hoffmann     | DA Monroe                     |
| DJames Jones         | Matti Klemm          | Goon                          |
| Sabrina Carpenter    | Olivia Büschken      | Hailey                        |
| Karan Kendrick       | Dascha Lehmann       | Iesha                         |
| Kurt Yue             | Bastian Sierich      | John                          |
| Shay Mack            | Dana Friedrich       | Kellnerin                     |
| Algee Smith          | David Wittmann       | Khalil                        |
| Rhonda Johnson Dents | Katy Karrenbauer     | Miss Rosalie                  |
| Tony Vaughn          | Uwe Jellinek         | Mr. Lewis                     |
| Brian Brightman      | Peter Flechtner      | Officer                       |
| Javon Johnson        | Charles Rettinghaus  | Pastor Eldridge               |
| TJ Wright            | Manik Gaschina       | Sekani                        |
| Brian Lafontaine     | Axel Malzacher       | Wilkes                        |